# Kodaszim
Kodaszim (hebr. ‏סדר קודשים‎) – piąty z sześciu porządków Miszny. Obejmuje przepisy dotyczące rytualnego składania ofiar oraz praw i obowiązków kapłanów.

## Podział
Porządek Kodaszim obejmuje 11 traktatów:
1. Zewachim (hebr. זבחים; pol. ofiary ze zwierząt); o prawach dotyczących składania ofiar ze zwierząt.
2. Menachot (hebr. מנחות; pol. ofiary z pokarmów); o prawach dotyczących składania ofiar z pokarmów i płynów.
3. Chullin (hebr. חולין; pol. rzeczy powszednie); o prawach określających sposób zabijania zwierząt i ustalania koszerności pokarmów.
4. Bechorot (hebr. בכורות; pol. pierworodne); o prawach dotyczących pierworodnych mężczyzn i zwierząt.
5. Arachin (hebr. ערכין; pol. wartość);  o równowartości opłat wnoszonych za osoby oraz przedmioty poświęcone Świątyni Jerozolimskiej.
6. Temura (hebr. תמורה; pol. zamiana); o możliwościach zamiany zwierząt przeznaczonych na ofiarę.
7. Keritot (hebr. כריתות; pol. odcięcia); katalog grzechów zasługujących na karet (dosł. duchowe odcięcie od społeczności).
8. Meila (hebr. מעילה; pol. świętokradztwo); o prawach odnoszących się do przywłaszczenia rzeczy stanowiących mienie Świątyni oraz wynikających z tego skutkach prawnych.
9. Tamid (hebr. תמיד; pol. zawsze); opis codziennego usługiwania w Świątyni.
10. Middot (hebr. מידות; pol. miary); o wymiarach i wyposażeniu Świątyni.
11. Kinnim (hebr. קנים; pol. gniazda); szczegółowe prawa dotyczące składania ofiar z ptaków[1].

## Liczba rozdziałów i stron
Poniżej przedstawiono zestawienie liczby rozdziałów Miszny i Tosefty w obrębie traktatów Porządku Kodaszim, a także liczbę stron w Talmudzie Babilońskim oraz Jerozolimskim, jaką dany traktat zajmuje. Liczbę stron podano według edycji wileńskiej.
|          | LICZBA ROZDZIAŁÓW | LICZBA ROZDZIAŁÓW | LICZBA STRON      | LICZBA STRON        | LICZBA STRON |
| -------- | ----------------- | ----------------- | ----------------- | ------------------- | ------------ |
| TRAKTAT  | MISZNA            | TOSEFTA           | TALMUD BABILOŃSKI | TALMUD JEROZOLIMSKI |              |
| Zewachim | 13                | 13                | 120               |                     |              |
| Menachot | 13                | 13                | 110               |                     |              |
| Chullin  | 12                | 16                | 141               |                     |              |
| Bechorot | 9                 | 7                 | 61                |                     |              |
| Arachin  | 9                 | 5                 | 34                |                     |              |
| Temura   | 7                 | 4                 | 34                |                     |              |
| Keritot  | 6                 | 4                 | 29                |                     |              |
| Meila    | 6                 | 3                 | 22                |                     |              |
| Tamid    | 6                 |                   | 8                 |                     |              |
| Middot   | 5                 |                   |                   |                     |              |
| Kinnim   | 3                 |                   |                   |                     |              |